# 胴体 (航空)

ボーイング737の胴体（茶色の部分を指す）

航空機の胴体（どうたい、英語: Fuselage、「 [ˈfjuːzəlɑːʒ] ;からフランス語 fuselé「紡錘状」」）であり、航空機の本体部分で、乗務員、旅客または貨物を運ぶ。単一エンジンの航空機では、通常、エンジンも含まれるが、一部の水陸両用航空機では、単一のエンジンが胴体に取り付けられたパイロンに取り付けられ、胴体が浮遊体として使用される。胴体は、航空機の安定性と操縦性に必要な揚力面と特定の関係で動翼面と安定化面を配置する役割も果たす。

## 構造の種類

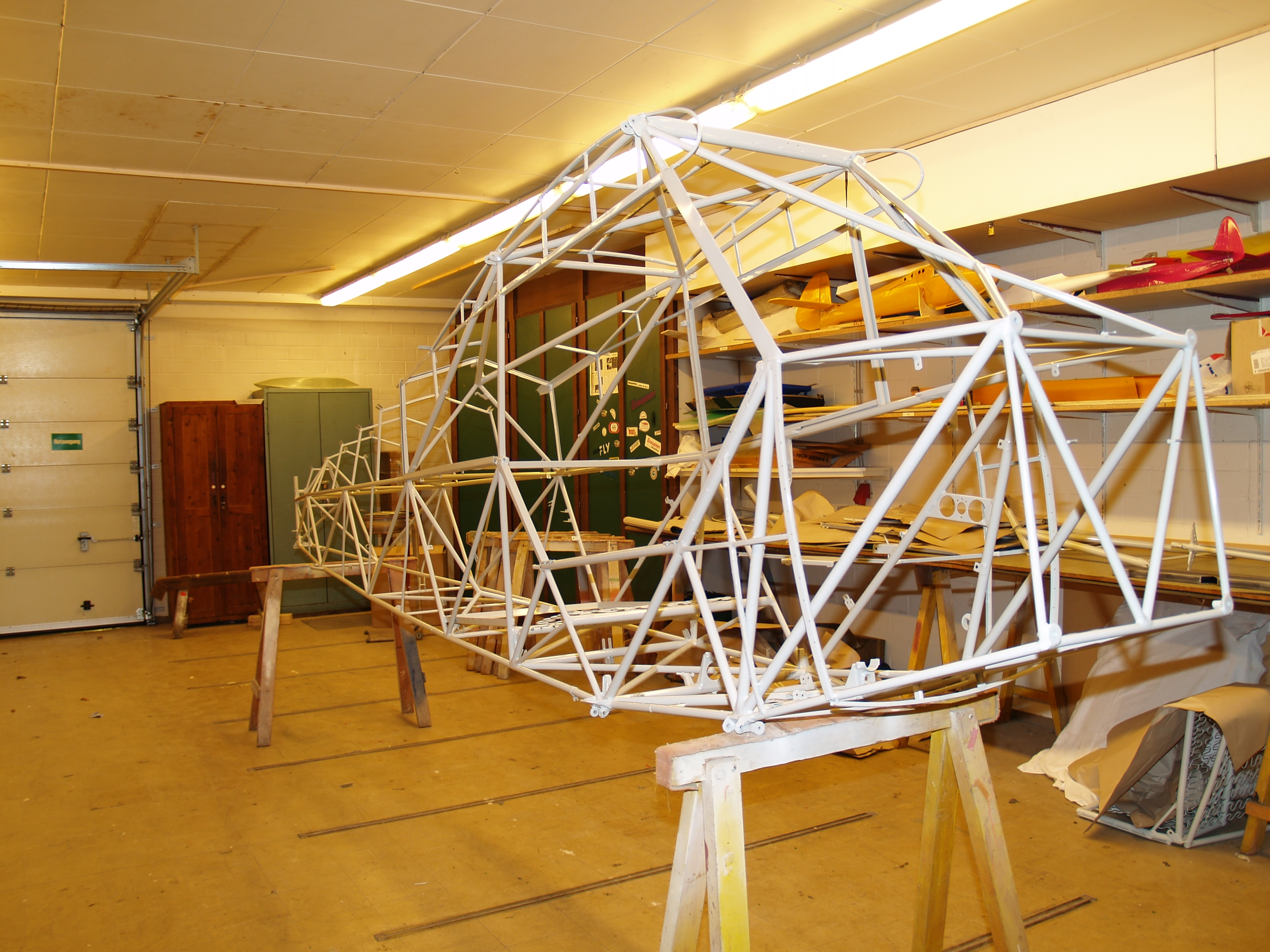
パイパーPA-18溶接管トラス胴体構造

### トラス構造
このタイプの構造は、溶接鋼管トラスを使用する多くの軽量航空機で現在も使用されている。ボックストラス胴体構造は、多くの場合合板で覆われた木で構築することもできる。シンプルなボックス構造は、サポートされている軽量ストリンガーを追加することで丸みを帯びることができ、ファブリックカバーがより空力的な形状を形成したり、見た目を楽しませたりすることもできる。

### 大圏構造

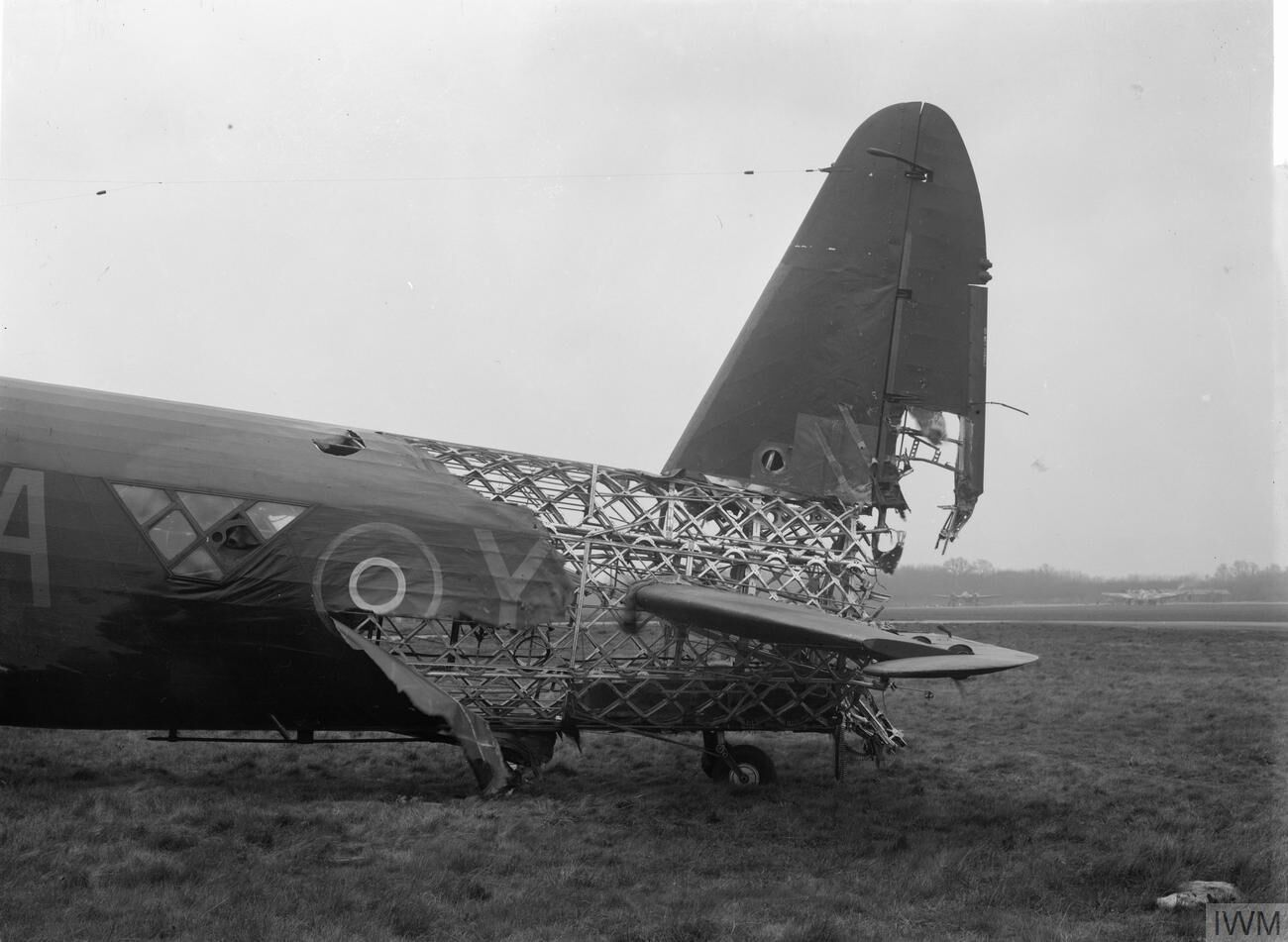
測地線機体胴体構造が戦闘によって破壊される

大圏構造要素は、大戦間期および第二次世界大戦にかけて、空力形状を含む胴体全体を形成するためにバーンズ・ウォリスによって英国のビッカースのために使用された。このタイプの構造では、複数のフラットストリップストリンガーがフォーマーの周りに互いに反対のらせん方向に巻かれ、バスケットのような外観を形成する。これは、軽く、強く、剛性があり、ほぼ完全に木でできているという利点があった。ビッカースウォーウィックでは、他の構造タイプに必要な材料よりも少ない材料で、アルミニウム合金を使用した同様の構造が使用された。大圏構造は冗長性も持ち合わせており、壊滅的な破損を伴わずに局所的な損傷に耐えることができる。構造を覆う布が空力シェルを完成させた（このプロセスを使用する大型の軍用機の例については、ビッカース ウェリントンを参照）。これの論理的な進化は、後述のモノコックタイプとなる複数のシートを木目が異なる方向になるよう重ねられた成形合板を使用して胴体を作成することである。

### モノコックシェル

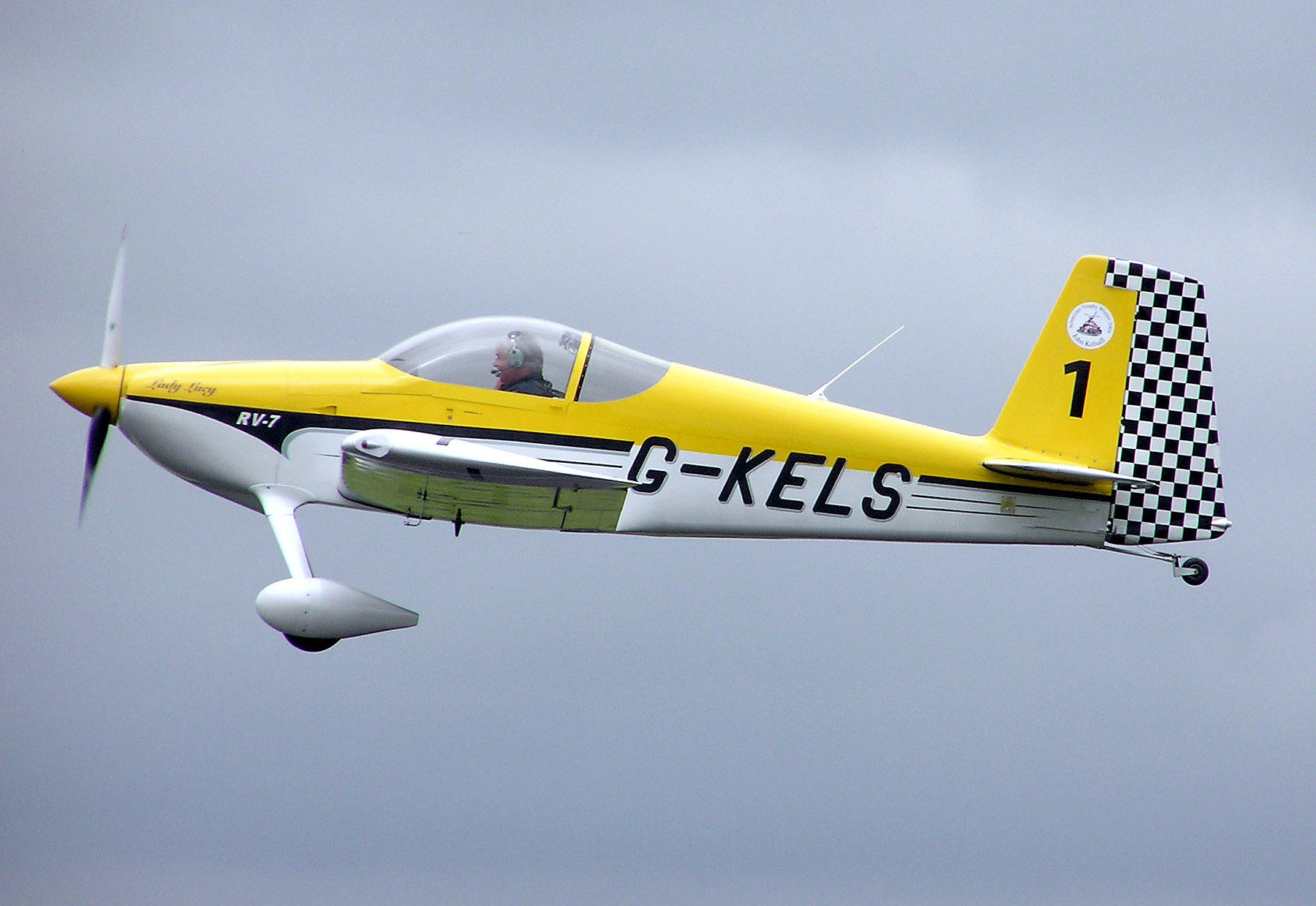
セミモノコック構造のヴァンズエアクラフトRV-7

この方法では、胴体の外面も一次構造になる。これの典型的な初期の形態（ロッキードベガを参照）は、成形合板を使用して構築された。合板の層は、「プラグ」の上または型内に形成される。この構造の後の形式では、スキンとして合板の代わりにポリエステルまたはエポキシ樹脂を含浸させたファイバーグラスクロスを使用する。一部のアマチュア製航空機で使用されているこの単純な形式では、コアとして硬質発泡プラスチックを使用し、ファイバーグラスで覆っている。これにより、金型を製造する必要がなくなるが、仕上げにさらに手間がかかる（ルータン バリ・イージーを参照）。より大きな成形合板航空機の例は、第二次世界大戦のデ・ハビランド モスキート戦闘機/軽爆撃機である。合板とスキンの胴体は、真のモノコックではない。これは、補強要素が構造に組み込まれ、薄いスキンを座屈させる集中荷重を運ぶためである。ネガティブ（「メス」）モールド（ほぼ完成品である）を使用して成形されたファイバーグラスの使用は、現代の多くのグライダーシリーズの生産で普及している。胴体構造への成形複合材の使用は、ボーイング787ドリームライナー（雌型に圧力成形を使用）などの大型旅客機にまで拡大されている。

### セミモノコック

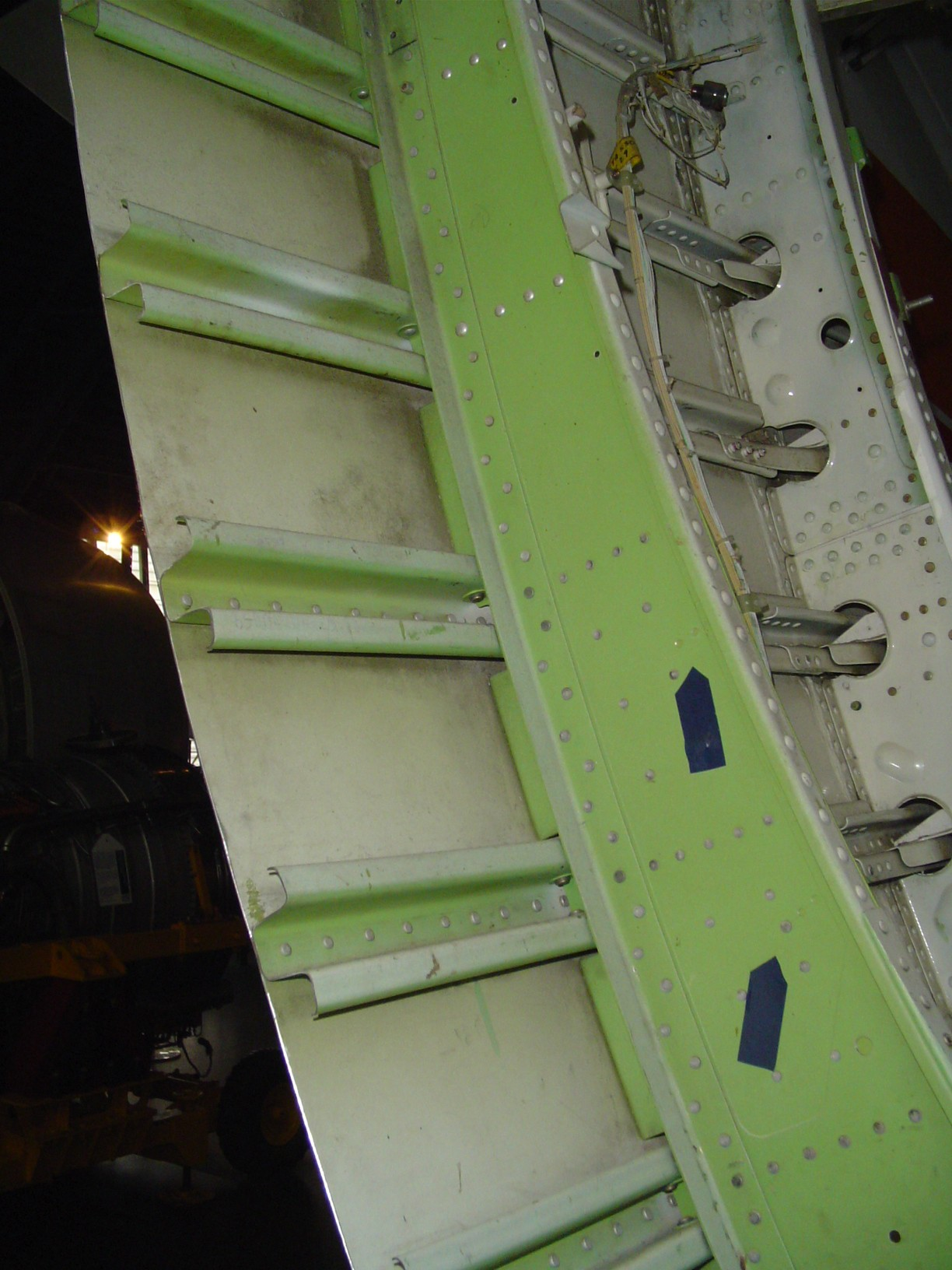
フレーム、ストリンガー、スキンがすべてアルミニウム製の断面胴体

これは、全アルミニウム製の胴体を構築するための好ましい方法である。まず、胴体の断面の形状をした一連のフレームが、固定具の所定の位置に保持される。これらのフレームは、ストリンガーと呼ばれる軽量の縦方向の要素で結合される。
これらは、シートアルミニウムの外板で覆われ、リベット留めまたは特殊な接着剤で接着される。次に、フィクスチャが分解され、完成した胴体シェルから取り外される。その後、配線、コントロール、およびシートや荷物箱などの内部機器が取り付けられる。最新の大型航空機のほとんどはこの技術を使用して製造されているが、この方法で製造されたいくつかの大きなセクションを使用し、それらを留め具で結合し完全な胴体を形成する。最終製品の精度は主に高価な固定具によって決定されるため、このフォームは、多数の同一の航空機が製造される連続生産に適している。このタイプの初期の例には、ダグラスエアクラフトDC-2およびDC-3民間航空機とボーイングB-17フライングフォートレスが含まれる。ほとんどの金属軽飛行機は、このプロセスを使用して製造される。
モノコックとセミモノコックはどちらも「応力外皮構造」と呼ばれる。これは、外部荷重のすべてまたは一部（つまり、翼や尾翼、エンジンなどの個別の質量から）が表面被覆によって受けられるためである。さらに、内部与圧によるすべての負荷は、外部スキンによって（スキンの張力として）運ばれる。
コンポーネント間の荷重の比率は、製造に利用できるコンポーネントの寸法、強度、弾性、および設計が「セルフジギング」を目的としているかどうかによって大きく左右される設計上の選択であり、位置合わせのための完全な固定具は必要ない。

## 材料

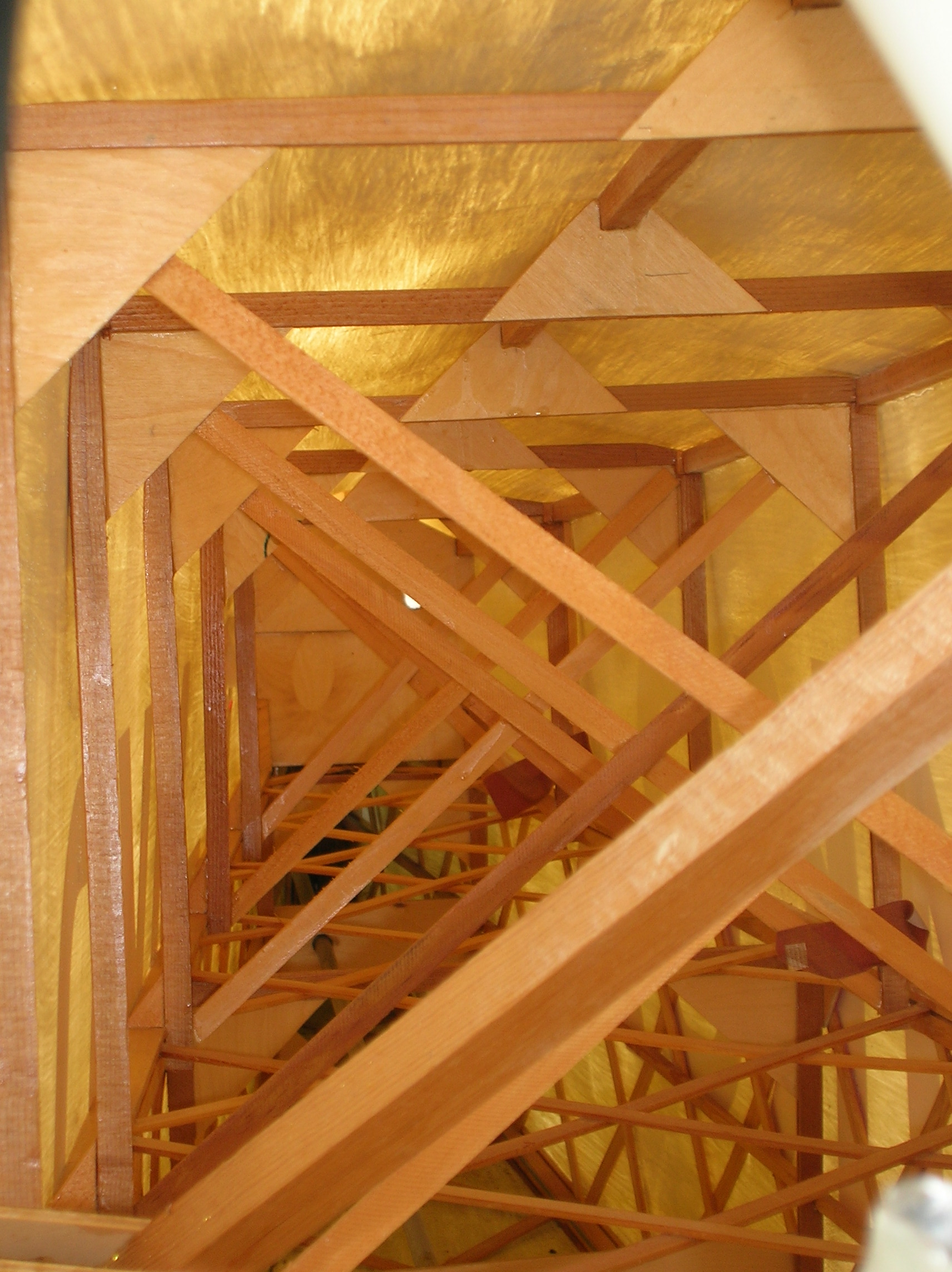
フィッシャーFP-202コアラの木製の布張り胴体内部構造

初期の航空機は、布で覆われた木製のフレームで構成されていた。単葉機が普及するにつれ、金属フレームが強度を向上させ、最終的にはすべての外面を金属で覆う全金属構造の航空機になった。これは1915年の後半に最初にユンカース J1で開拓された。
一部の最新の航空機は、主要な操縦翼面、翼、またはボーイング787などの胴体全体の複合材料で構成されている。787では、より高い加圧レベルとより大きな窓が乗客の快適さを実現し、軽量化を実現して運用コストを削減している。

## 窓ガラス
エアバスA320のコックピットのフロントガラスは、350 ktまでのバードストライクに耐える必要があり、化学強化ガラスでできている。それらは通常3枚の層(ガラスまたはプラスチック)で構成される。：内側の2つはそれぞれ厚さ8mm（0.3インチ）で構造的で、厚さ約3mmの外側の層には、異物の損傷や摩耗に対するバリアであり、多くの場合、疎水性のコーティングが施されている。キャビン内の曇りを防ぎ、−50 °C (−58 °F)から除氷する必要がある 。これは、以前は車の後部窓に似た細いワイヤーで行われていたが、現在は、層の間に配置され、導電性で熱を伝達する、ナノメートルの厚さの透明な酸化インジウムスズのコーティングで実現されている。
湾曲したガラスは空気力学を改善するが、視界基準にはより大きなパネルも必要である。コックピットのフロントガラスはエアバスA320にそれぞれ35 kg（77 lb.）の4〜6枚のパネルで構成されている。その寿命の中で、フロントガラスの市場はOEMとより高いマージンのアフターマーケットの間で均等に共有されている。
キャビンウィンドウは、ガラス張りのアクリル樹脂ガラスよりもはるかに軽く、複数のパネルで構成されている。外側のパネルは最大キャビン圧力の4倍をサポートするように構築され、内側のパネルは冗長性を確保し、乗客の近くにスクラッチパネルがありる。アクリルはひび割れやすい：細かい亀裂の網が表示されるが、光学的透明性を回復するために研磨することができる。コーティングされていないウィンドウの場合、通常2〜3年ごとに除去と研磨が行われている。

## 翼の統合
ノースロップYB-49全翼機やノースロップB-2スピリット爆撃機などの「全翼機」航空機には個別の胴体がありません。代わりに、胴体は翼構造の厚みのある部分になる。
逆に、独立した翼を持たないが、胴体を使用して揚力を生成する航空機の設計は少数ある。例としては、アメリカ航空宇宙局の実験的なリフティングボディデザインやヴォートのXF5U-1フライングフラップジャックなどがある。
ブレンデッドウィングボディは、上記の混合と見なすことができる。それは、胴体生成リフトで有用な負荷を運びます。現代の例はボーイングX-48。この設計アプローチを使用した最も初期の航空機の1つはバーネリCBY-3で、胴体は揚力を生み出すための翼型であった。

## 胴体構造の分類

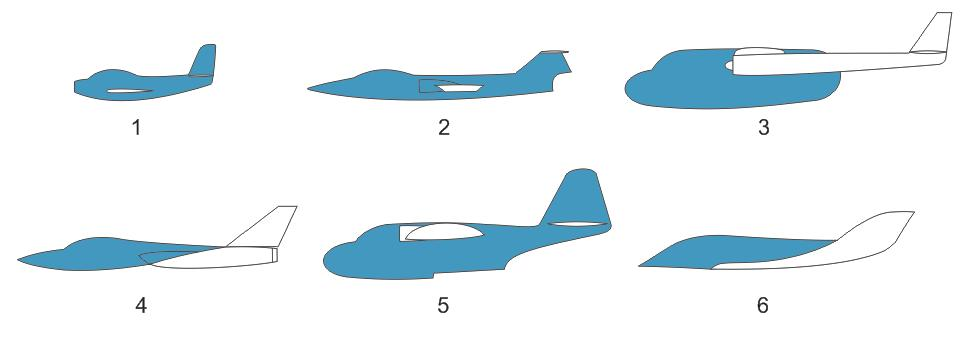

- 1：サブソニック - （第1世代ジェット戦闘機）
- 2：スーパーソニック - （第2世代 - 第3世代ジェット戦闘機)
- 3：サブソニック - （ブラックバーン ビバリーなどの輸送機）
- 4：スーパーソニック - （機動性の高い、第4世代 - 第5世代ジェット戦闘機)
- 5：水上飛行機 - （US-2、CL-215などの飛行艇）
- 6：ハイパーソニック - （X-15、X-43などのロケット推進航空機やスペースプレーン）

## ギャラリー

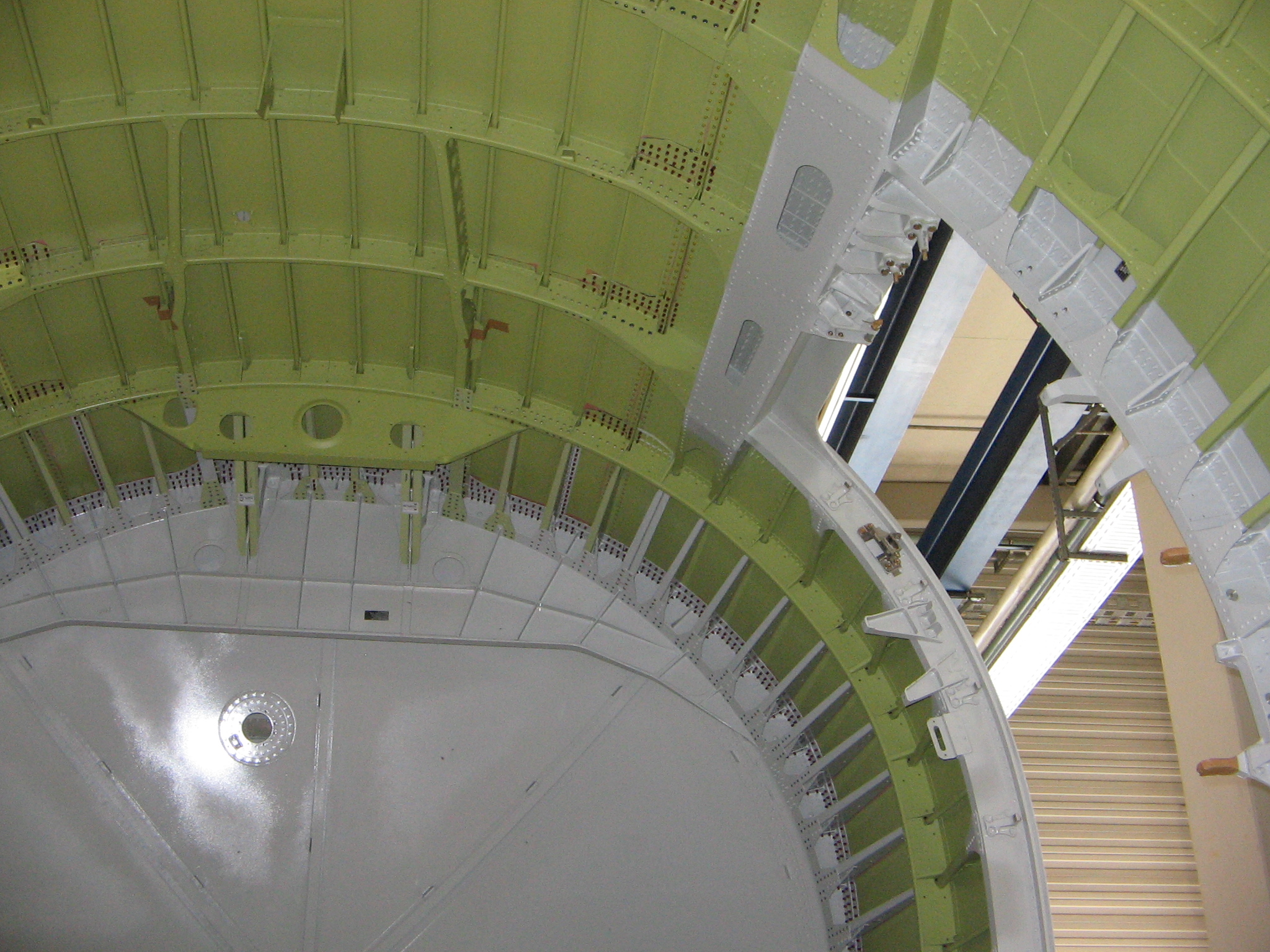
エアバスA340のメインパッセンジャーレベルの内部リアエンド。リアバルクヘッドと出入り口の開口部を示す。
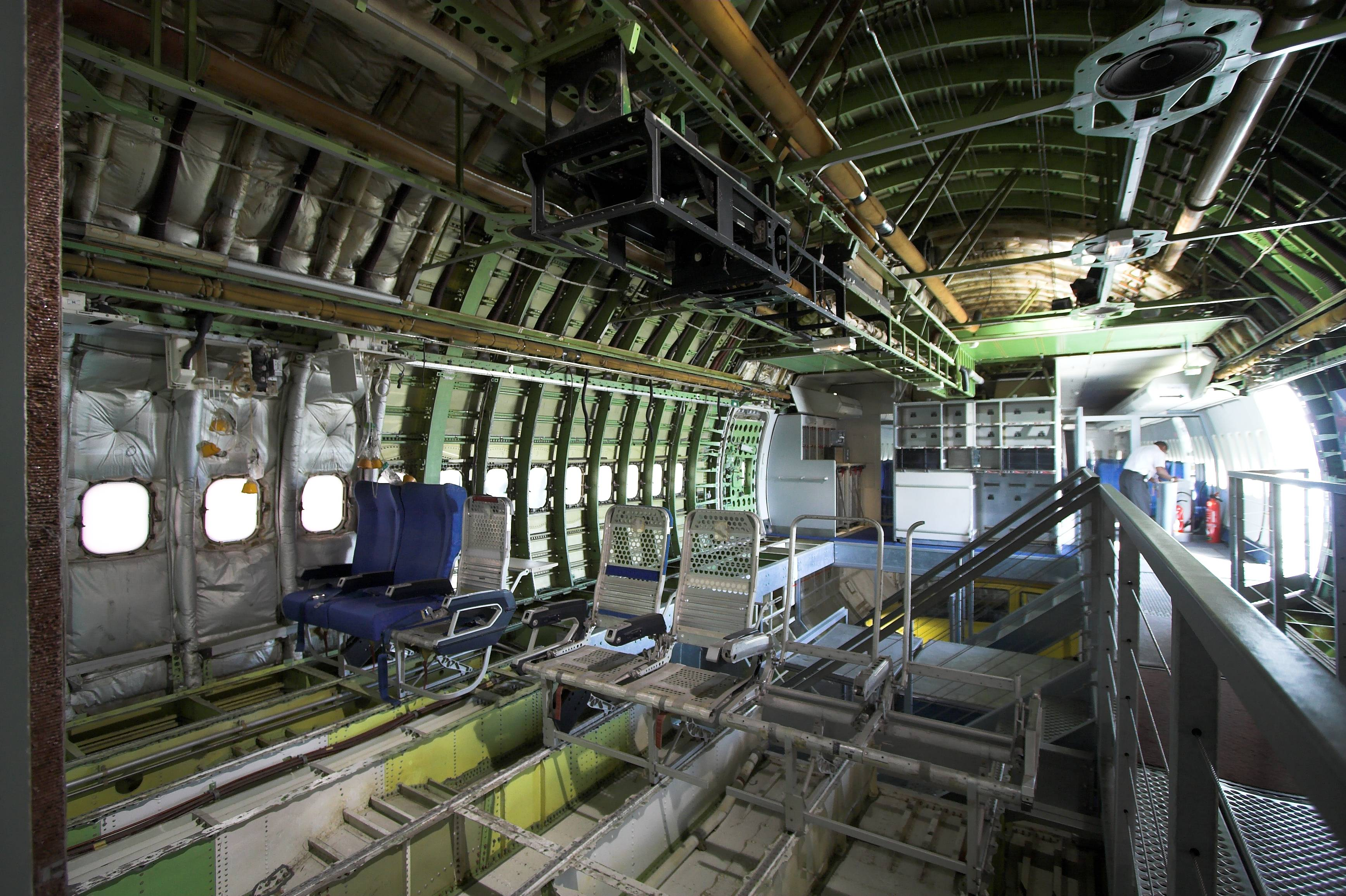
ボーイング747機体内部
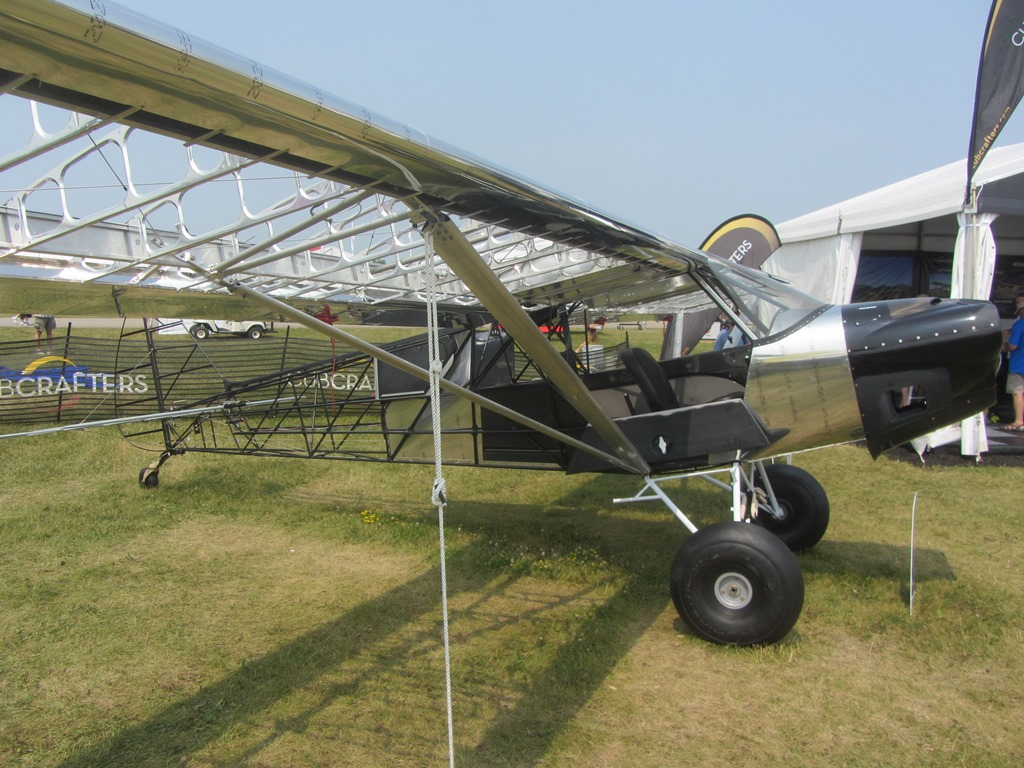
カブクラフターCC11-160カーボンカブSS（英語版）の胴体
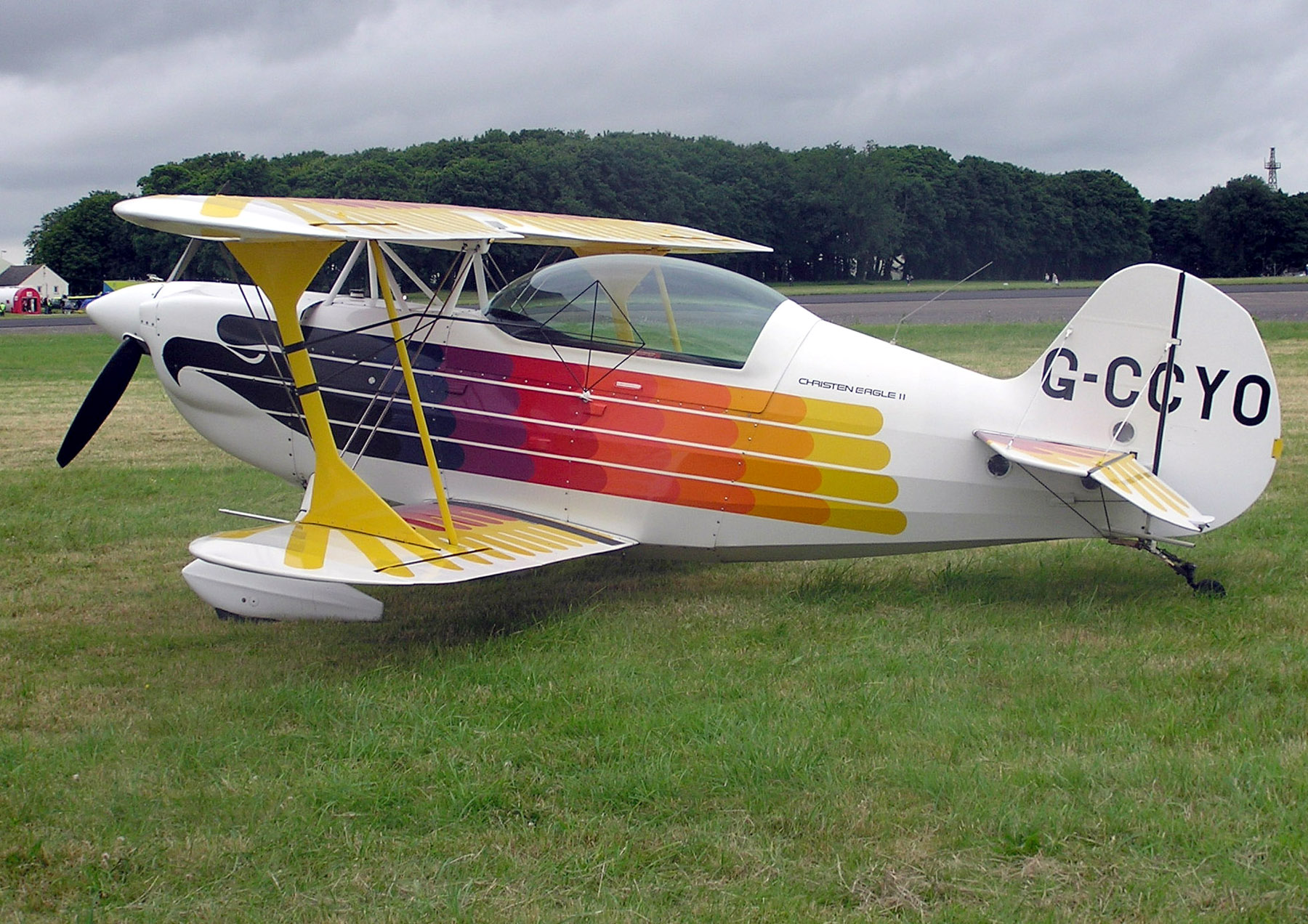
このクリステンイーグルのように、胴体は短く、一見空力的ではない可能性がある
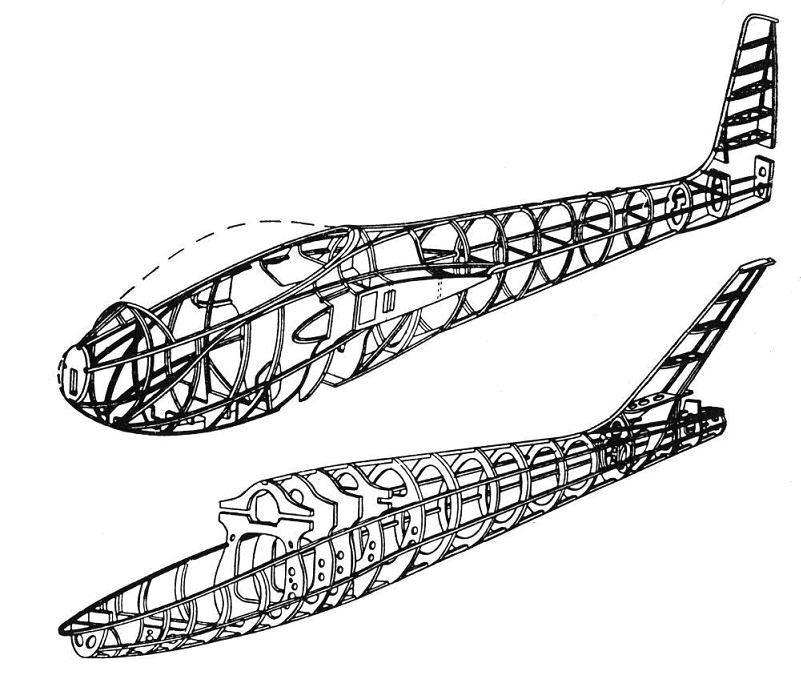
グライダー胴体の概略図